# Cassandra Patten
Pour les articles homonymes, voir Patten.
Cassandra Patten, née le 1er janvier 1987 à Cardinham (Cornouailles), est une nageuse britannique spécialisée dans les épreuves en eau libre.

## Carrière
En 2008, en plus de participer au 800 m nage libre en bassin (huitième de la finale), elle remporte la médaille de bronze du 10 kilomètres en eau libre aux Jeux olympiques de Pékin. Elle aussi vice-championne du monde de la discipline en 2007 derrière la Russe Larisa Ilchenko. Elle a connu ensuite moins de succès notamment à cause de problèmes récurrents à l'épaule et a finalement terminé sa carrière en octobre 2011

## Palmarès

### Jeux olympiques
- Jeux olympiques d'été de 2008 à Pékin (Chine)
  -  Médaille de bronze du 10 km en eau libre

### Championnats du monde
- Championnats du monde 2007 à Melbourne (Australie) :
  -  Médaille d'argent du 10 km en eau libre